# مجلس التعليم

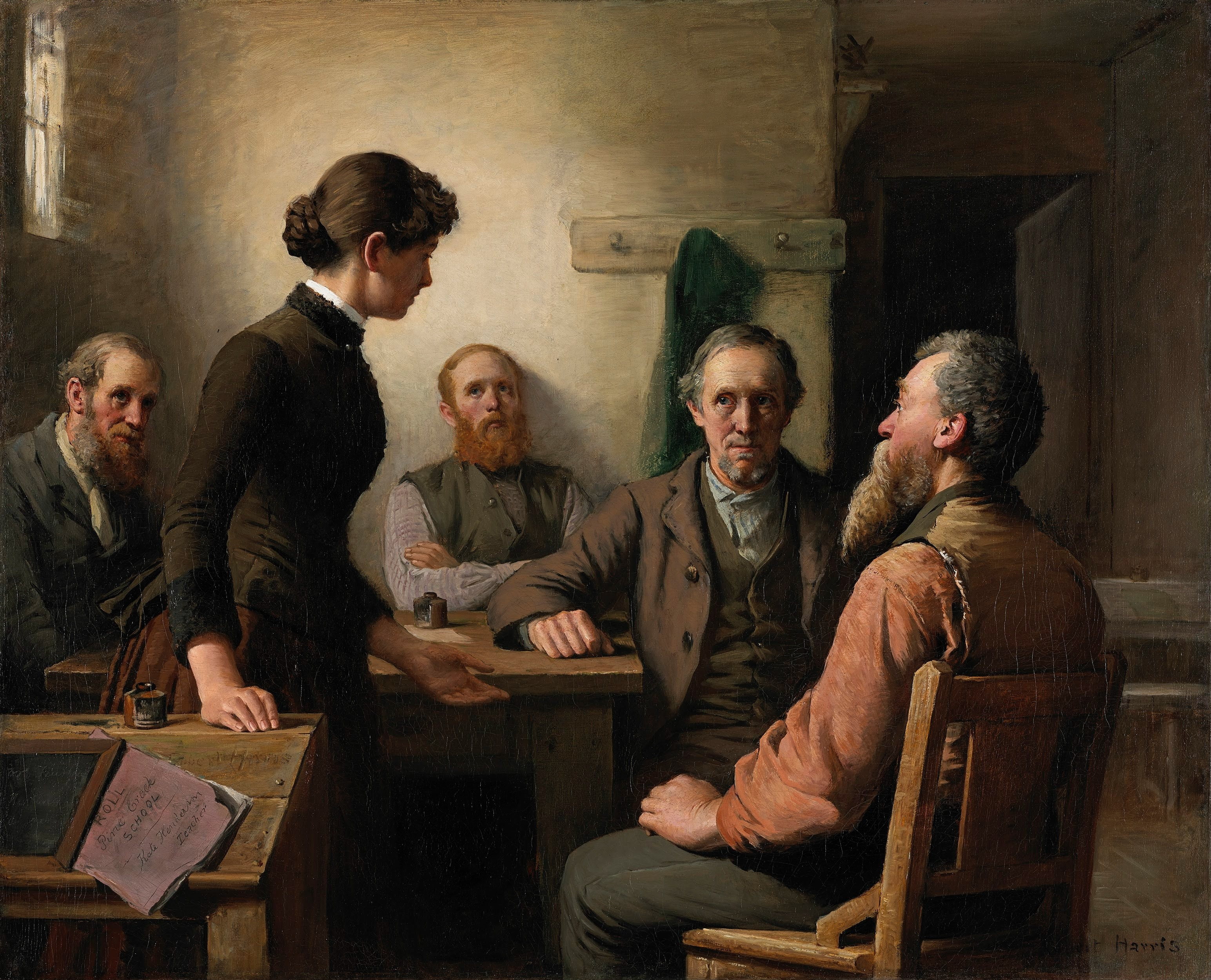

إن مجلس التعليم أو اللجنة المدرسية هو لقب مجلس إدارة أو مجلس أمناء مدرسة من المدارس أو منطقة تعليمية محلية أو المستويات الإدارية العليا.
ويساعد المجلس المنتخب في تحديد السياسة التعليمية في منطقة إقليمية صغيرة في المدينة أو المحافظة أو الدولة أو الإقليم. وعادة ما يتولى اختصاصات مشتركة مع مؤسسة كبرى، مثل وزارات التعليم التابعة للحكومة. وكثيرًا ما يستخدم هذا الاسم للدلالة على نظام الدراسة الذي يتولى المجلس تنظيمه.
وكانت تسمى الوزارة القائمة على إدارة التعليم في المملكة المتحدة قبل تأسيس وزارة التعليم بنفس هذا الاسم مجلس التعليم.

## وصلات خارجية
- “US mayors are divided about merits of controlling schools